# Saharsa
Saharsa – miasto w Indiach, w stanie Bihar. W 2011 roku liczyło 156 540 mieszkańców.